# Victor Wolfgang von Hagen

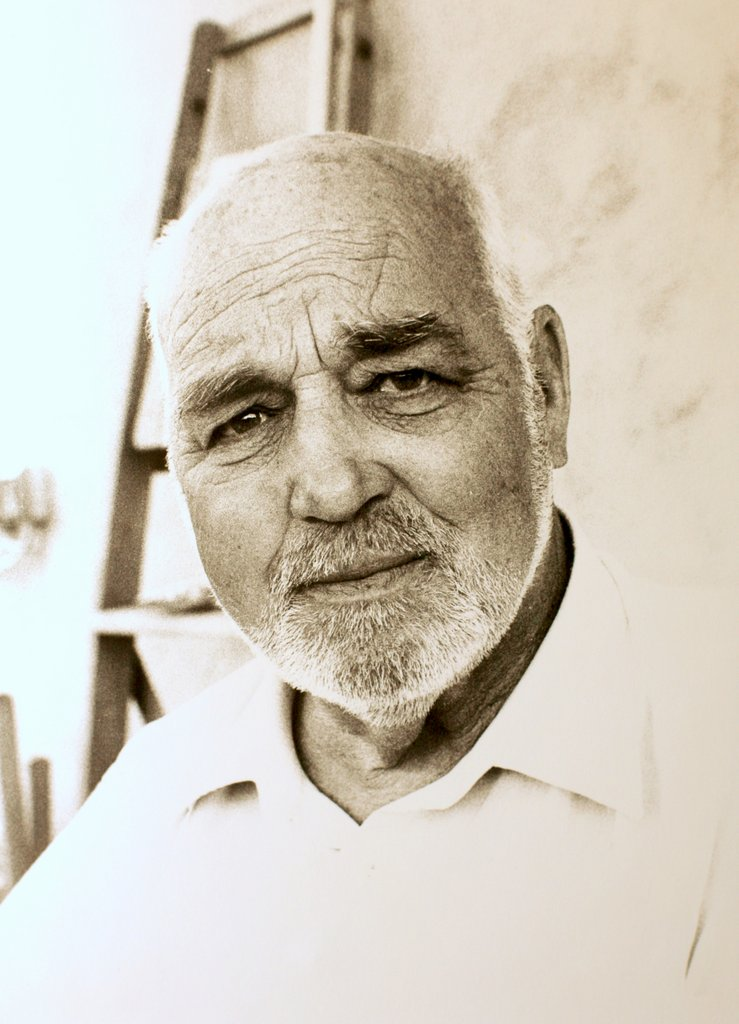
Victor von Hagen 1984 in Boggioli, Toscana

Victor Wolfgang von Hagen (* 29. Februar 1908 in St. Louis; † 8. März 1985 in Italien) war ein US-amerikanischer Forschungsreisender, archäologischer Historiker, Anthropologe und Reiseschriftsteller.
Hagen bereiste Lateinamerika zusammen mit seiner ersten Frau Christine und später ebenfalls mit seiner 1951 geheirateten zweiten Frau Silvia (1928–2007, geb. Edzard, später Lawson). In den frühen 1950er-Jahren unternahm er eine zweijährige Forschungsreise auf den Pfaden der alten Inkastraßen Perus und entdeckte dabei die einzige noch erhaltene Hängebrücke dieses Weges. Diese Reise wurde von dem Hamburger Kaufmann Sigmund Gildemeister (1878–1954), dem Großvater Silvias, finanziell ermöglicht und deshalb wurde ihm das Buch „Highway of the Sun“ gewidmet. Zwischen 1940 und 1965 schrieb er eine Vielzahl anerkannter Bücher über die amerikanischen Inka-, Maya- und Azteken-Völker.
Er hatte mit seiner zweiten Frau zwei Töchter, Bettina (* 1958) und Adriana (* 1959). Adriana von Hagen ist heute stellvertretende Leiterin des Museums von Leymebamba (Peru) und Buchautorin.

## Werke
- Alexander von Humboldt
- Off With Their Heads (1937)
- Ecuador the Unknown (1938)
- The Tsátchela Indians of Western Ecuador (1939)
- The Galapagos Islands and Charles Darwin: Notes on an Exhibition at the Bancroft Library (1939)
- Quetzal Quest – The Story of the Capture of the Quetzal, the Sacred Bird of the Aztec and the Mayas (1939)
- Jungle in the Clouds (1940)
- Riches of South America (New World Neighbors) (1941)
- Riches of Central America (New World Neighbors) (1942)
- Paper and Civilization (Scientific Monthly, vol. 57, 1943)
- Mexican Papermaking Plants (Journal of the New York Botanical Gardens, vol. 44, 1943)
- The Jicaque Indians of Honduras (1943)
- The Aztec and Maya Papermakers (1943)
- South America Called Them: Explorations of the Great Naturalists: La Condamine, Humboldt, Darwin, Spruce (1945)
- South American Zoo (1946)
- F.Catherwood 1799–1854 – Architect-Explorer of Two Worlds (1946)
- Maya Explorer: John Lloyd Stephens and the Lost Cities of Central America and Yucatán (1947)
- The Green World of the Naturalists – A Treasury of Five Centuries of Natural History in South America (1948)
- A Guide to Lima, the Capital of Peru (Guides to Peru) (1949)
- A Guide to Cusco (Guides to Peru) (1949)
- A Guide to Sacsahuaman: The Fortress of Cusco (Guides to Peru) (1949)
- Ecuador and the Galápagos Islands: A History (1949)
- Frederick Catherwood, Architect (1950)
- Huancayo and Ayacucho (His Guide to Peru) (1950)
- A Guide to Guayaquil (Guides to Ecuador) (1950)
- A Guide to St Vincent (1950)
- A Guide to Machu Picchu (Guides to Peru) (1952)
- The Four Seasons Of Manuela. A Biography. The Love Story of Manuela Sàenz and Simòn Bolivar (1952)
- Highway of the Sun (1955) – about an expedition of discovery of the ancient roads of the Inca.
Deutsche Ausgabe: Heerstraßen des Sonnengottes (Ullstein, Wien 1957)
 (Dieses Buch widmete V. W. von Hagen dem Großvater seiner Frau Silvia, dem Hamburger Kaufmann Sigmund Gildemeister, der das Projekt finanziell unterstützt hatte)[2]
- A Guide to Cusco and Machu Picchu (Guides to Peru) (1956)
- Realm of the Incas (1957)
- The Aztec: Man and Tribe (1958)
- A Guide to Sacsahuaman: Ollontay-Tambo and Pisac (1958)
- The World of the Maya (1960)
- Maya, Land of the Turkey and the Deer (1960)
- The Ancient Sun Kingdoms of the Americas: Aztec, Maya, Inca (1961)
 Deutsche Ausgabe: Sonnenkönigreiche (1962, Taschenbuchausgabe 1966)
- The Incas: People of the Sun (1961)
- A Chronological Chart of Pre-Columbian Indian Cultures of the Americas and World Events (1962)
- The Desert Kingdoms of Peru (1965)
- Roman Roads (1966)
- Roads that Led to Rome (1967)
- The Gold of El Dorado: The Quest for the Golden Man (1968)
- The Incas of Pedro De Cieza De Leon (1970)
- Germanic People  
 Deutsche Ausgabe: Der Ruf der neuen Welt. Deutsche bauen Amerika (Droemer Knaur, München/Zürich 1970)
- als Herausgeber: Pedro de Cieza de Leon. Auf den Königsstraßen der Inkas. Stuttgart: Steingrüben 1971. – Es handelt sich um die Crónicas del Perú des Spaniers Cieza de León; engl. Originalausgabe: The Incas. University of Oklahoma Press 1959.
- Search for the Maya: The Story of Stephens and Catherwood (1973)
- The Germanic People in America (1976)
- The Royal Road of the Inca (1976)
- Jicaque (1977)
- The Sun Kingdom of the Aztecs (1977)
- Cuzco and Machu Picchu (1979) ABC Pocket Guide
- Auf der Suche nach dem Goldenen Mann. Die Geschichte von ElDorado. Rowohlt, Reinbek 1979, ISBN 3-499-17296-8
- Capac ñan, Schicksalsstrasse der Inkas